# Paraglenurus japonicus
Paraglenurus japonicus is een insect uit de familie van de mierenleeuwen (Myrmeleontidae), die tot de orde netvleugeligen (Neuroptera) behoort. 
Paraglenurus japonicus is voor het eerst wetenschappelijk beschreven door McLachlan in 1867.